# Mniszów-Kolonia
Mniszów-Kolonia est une localité polonaise de la gmina de Nowe Brzesko, située dans le powiat de Proszowice en voïvodie de Petite-Pologne.